# Kroatië op de Olympische Zomerspelen 2000
Kroatië nam deel aan de Olympische Zomerspelen 2000 in Sydney, Australië.

## Medailleoverzicht
| Sport         | Olympiër | Onderdeel | Medaille |
| ------------- | --- | --------- | -------- |
| Gewichtheffen | Nikolaj Pešalov | -62kg (m) | Goud     |
| Roeien        | Igor Boraska Krešimir Čuljak Igor Francetić Tihomir Franković Silvijo Petriško Nikša Skelin Siniša Skelin Tomislav Smoljanović Branimir Vujević | acht (m)  | Brons    |

## Deelnemers en resultaten

### Atletiek
| Olympiër                                                      | Discipline         | Resultaat | Prestatie                                                    |
| ------------------------------------------------------------- | ------------------ | --------- | ------------------------------------------------------------ |
| Dejan Vojnović                                                | 100m (m)           | 49e       | serie 3: 6de in 10,50                                        |
| Branko Zorko                                                  | 1500m (m)          | 36e       | serie 1: 12de in 3.46,16                                     |
| Darko Juričić                                                 | 400m horden (m)    | 56e       | serie 5: 6de in 52,39                                        |
| Tihomir Buinjac Siniša Ergotić Slaven Krajačić Dejan Vojnović | 4x100m (m)         | 29e       | serie 5: 6de in 39,87                                        |
| Frano Bakarić Nino Habun Darko Juričić Elvis Peršić           | 4x400m (m)         | DSQ       | serie 5: gediskwalificeerd                                   |
| Siniša Ergotić                                                | verspringen (m)    | 36e       | kwalificatie groep B: 20ste met 7,53m                        |
| Stevimir Ercegovac                                            | kogelstoten (m)    | 24e       | kwalificatie groep A: 14de met 18,98m                        |
| Dragan Mustapić                                               | discuswerpen (m)   | 34e       | kwalificatie: 34ste met 58,10m                               |
| Andraš Haklić                                                 | kogelslingeren (m) | 29e       | kwalificatie: 29ste met 72,66m                               |
|                                                               |                    |           |                                                              |
| Kristina Perica                                               | 400m (v)           | 40e       | serie 4: 6de in 53,72                                        |
| Blanka Vlašić                                                 | hoogspringen (v)   | 17e       | kwalificatie groep B: 8ste met 1,92m                         |
| Ivana Brkljačić                                               | kogelslingeren (v) | 11e       | kwalificatie groep B: 2de met 65,01m finale: 11de met 63,20m |

### Gewichtheffen
| Olympiër         | Discipline | Resultaat | Prestatie                                                      |
| ---------------- | ---------- | --------- | -------------------------------------------------------------- |
| Nikolay Peshalov | -62kg (m)  | Goud      | trekken: 1ste met 150 kg stoten: 2de met 175 kg totaal: 325 kg |

### Kanovaren
| Olympiër                    | Discipline    | Resultaat | Prestatie                                                                          |
| Slalom                      | Slalom        | Slalom    | Slalom                                                                             |
| --------------------------- | ------------- | --------- | ---------------------------------------------------------------------------------- |
| Danko Herceg                | C-1 (m)       | 10e       | kwalificatie: 11de in 275,82 finale: 10de in 248,77                                |
| Andrej Glucks               | K-1 (m)       | 11e       | kwalificatie: 15de in 263,66 finale: 11de in 230,22                                |
| Sprint                      |               |           |                                                                                    |
| Nikica Ljubek               | C-1 1000m (m) | 8e        | serie 2: 3de in 4.28,375 halve finale 1: 1ste in 4.13,901 finale: 8ste in 4.04,066 |
| Dražen Funtak Nikica Ljubek | C-2 500m (m)  | 8e        | serie 2: 3de in 4.28,375 halve finale 1: 1ste in 4.13,901 finale: 8ste in 4.04,066 |

### Roeien
| Olympiër | Discipline      | Resultaat | Prestatie                                                                       |
| --- | --------------- | --------- | ------------------------------------------------------------------------------- |
| Ninoslav Saraga Oliver Martinov | twee-zonder (m) | 8e        | serie 1: 3de in 6.52,57 halve finale 1: 6de in 6.46,00 finale B: 2de in 6.35,18 |
| Ivan Jukić Tihomir Jarnjević | dubbel-twee (m) | 14e       | serie 1: 5de in 6.39,69 herkansingen: 4de in 6.43,60 finale C: 2de in 6.31,78   |
| Igor Boraska Krešimir Čuljak Igor Francetić Tihomir Franković Silvijo Petriško Nikša Skelin Siniša Skelin Tomislav Smoljanović Branimir Vujević | acht (m)        | Brons     | serie 1: 1ste in 5.33,33 finale: 3de in 5.34,85                                 |

### Schietsport
| Olympiër          | Discipline                 | Resultaat | Prestatie                                        |
| ----------------- | -------------------------- | --------- | ------------------------------------------------ |
| Roman Špirelja    | 25m snelvuurpistool (m)    | 15e       | kwalificatie: 15de met 578 punten (290-288)      |
|                   |                            |           |                                                  |
| Mladenka Malenica | 10m luchtgeweer (v)        | 9e        | kwalificatie: 9de met 393 punten                 |
| Mladenka Malenica | 50m geweer 3 houdingen (m) | 26e       | kwalificatie: 26ste met 571 punten (196-183-192) |

### Taekwondo
| Olympiër      | Discipline | Resultaat | Prestatie |
| ------------- | ---------- | --------- | --- |
| Nataša Vezmar | +67kg (v)  | 4e        | voorronde: vrij kwartfinale: W van ESP Ruíz: 7-4 halve finale: V van RUS Ivanova: 4-6 herkansingen: W van MAR Bourguigue: 4-1 bronzen finale: V van CAN Bosshart: 8-11 |

### Tafeltennis
| Olympiër                       | Discipline     | Resultaat | Prestatie |
| ------------------------------ | -------------- | --------- | --- |
| Zoran Primorac                 | enkelspel (m)  | 32e       | groepsfase: vrij 2de ronde: V van JPN Tasaki: 0-3 (23-25, 16-21, 17-21) |
|                                |                |           | |
| Eldijana Aganović              | enkelspel (v)  | 17e       | groep H: 2de V van AUT Jia: 1-3 W van CUB Ramírez: 3-0 |
| Andrea Bakula                  | enkelspel (v)  | 17e       | groep D: 2de V van USA Jun: 0-3 W van AUS Zhou: 3-2 |
| Tamara Boroš                   | enkelspel (v)  | 9e        | groepsfase: vrij 2de ronde: V van CAN Geng: 2-3 (21-18, 19-21, 23-21, 27-29, 14-21) |
| Eldijana Aganović Tamara Boroš | dubbelspel (v) | 5e        | groep G: 1ste W van TPE Tsui/Yu: 2-1 W van NGR Kaffo/Oshonaike: 2-0 2de ronde: W van SIN Jing/Li: 3-2 (21-16, 15-21, 9-21, 27-25, 25-23) kwartfinale: V van CHN Li/Wang: 1-3 (23-21, 14-21, 12-21, 5-21) |

### Tennis
| Olympiër                       | Discipline     | Resultaat | Prestatie |
| ------------------------------ | -------------- | --------- | --- |
| Goran Ivanišević               | enkelspel (m)  | 33e       | 1ste ronde: V van ESP Corretja: 6-7, 6-7                                                                                       |
| Ivan Ljubičić                  | enkelspel (m)  | 9e        | 1ste ronde: W van SVK Hrbatý: 6-1, 1-6, 6-3 2de ronde: W van ZIM Ullyett: 6-2, 4-6, 6-4 3de ronde: V van BRA Kuerten: 6-7, 3-6 |
| Goran Ivanišević Ivan Ljubičić | dubbelspel (m) | 17e       | 1ste ronde: V van VEN de Armas/Szymanski: 2-6, 6-7                                                                             |
|                                |                |           | |
| Iva Majoli                     | enkelspel (v)  | 33e       | 1ste ronde: V van LUX Kremer: 2-6, 4-6                                                                                         |
| Silvija Talaja                 | enkelspel (v)  | 17e       | 1ste ronde: W van LIE Etienne: 6-1, 6-0 2de ronde: V van ITA Elia: 6-3, 4-6, 4-6                                               |
| Iva Majoli Silvija Talaja      | dubbelspel (v) | 17e       | 1ste ronde: V van BEL Callens/van Roost: 2-6, 7-5, 2-6                                                                         |

### Volleybal
| Olympiër | Discipline | Resultaat | Prestatie |
| --- | ---------- | --------- | --- |
| Marija Anzulović Elena Cebukina Patricia Daničić Biljana Gligorović Barbara Jelić Vesna Jelić Gordana Jurcan Ana Kaštelan Nataša Leto Marijana Ribičić Beti Rimac Ingrid Siscovich | zaal (v)   | 7e        | groep A: 3de W van Australië: 3-1 (25-21, 22-25, 25-14, 25-16) W van China: 3-1 (25-23, 26-28, 25-20, 25-15) V van Verenigde Staten: 0-3 (19-25, 18-25, 16-25) V van Brazilië: 0-3 (21-25, 23-25, 23-25) W van Kenia: 3-1 (18-25, 25-16, 25-18, 25-18) kwartfinale: V van Cuba: 0-3 (18-25, 23-25, 21-25) 5-8ste plek: V van Duitsland: 1-3 (25-27, 29-27, 21-25, 18-25) 7-8ste plek: W van Zuid-Korea: 3-1 (25-18, 24-26, 25-22, 25-21) |

| Groep A |                  |             |             |             |             |             |             |        |        |        |        |
| #       | Land             | Wedstrijden | Wedstrijden | Wedstrijden | Wedstrijden | Wedstrijden | Wedstrijden | Punten | Punten | Punten | Punten |
| #       | Land             | G           | W           | V           | SW          | SV          | SR          | SPW    | SPL    | Saldo  | Punten |
| 1       | Brazilië         | 5           | 5           | 0           | 15          | 1           | +14         | 395    | 272    | +123   | 10     |
| 2       | Verenigde Staten | 5           | 4           | 1           | 13          | 4           | +9          | 392    | 306    | +86    | 9      |
| 3       | Kroatië          | 5           | 3           | 2           | 9           | 9           | 0           | 411    | 389    | +22    | 8      |
| 4       | China            | 5           | 2           | 3           | 8           | 9           | -1          | 371    | 365    | +6     | 7      |
| 5       | Australië        | 5           | 1           | 4           | 4           | 13          | -9          | 303    | 408    | -105   | 6      |
| 6       | Kenia            | 5           | 0           | 5           | 2           | 15          | -13         | 280    | 412    | -132   | 5      |

| Ronde        | Datum  | Plaats   | Land | Score            | Land |
| ------------ | ------ | -------- | ---- | ---------------- | ---- |
| Groepsfase   |        |          |      |                  |      |
| 16 september | Sydney | Kroatië  | 3-1  | Australië        |      |
| 18 september | Sydney | China    | 1-3  | Kroatië          |      |
| 20 september | Sydney | Kroatië  | 0-3  | Verenigde Staten |      |
| 22 september | Sydney | Brazilië | 3-0  | Kroatië          |      |
| 24 september | Sydney | Kenia    | 1-3  | Kroatië          |      |
| Kwartfinale  |        |          |      |                  |      |
| 26 september | Sydney | Cuba     | 3-0  | Kroatië          |      |
| 5-8ste plek  |        |          |      |                  |      |
| 27 september | Sydney | Kroatië  | 1-3  | Duitsland        |      |
| 7-8ste plek  |        |          |      |                  |      |
| 28 september | Sydney | Kroatië  | 3-1  | Zuid-Korea       |      |

### Waterpolo
| Olympiër | Discipline | Resultaat | Prestatie |
| --- | ---------- | --------- | --- |
| Siniša Školneković Elvis Fatović Dubravko Šimenc Ognjen Kržić Ratko Štritof Mile Smodlaka Ivo Ivaniš Alen Bošković Samir Barač Igor Hinić Frano Vićan Vjekoslav Kobešćak Višeslav Sarić | mannen     | 7e        | groep B: 2de W van Verenigde Staten: 10-7 W van Griekenland: 9-5 W van Hongarije: 8-7 G van Joegoslavië: 4-4 W van Nederland: 11-7 kwartfinale: V van Spanje: 8-9 5-8ste plek: V van Verenigde Staten: 8-9 7-8ste plek: W van Australië: 10-8 |

| Groep B |                  |             |             |             |             |        |        |        |        |
| #       | Land             | Wedstrijden | Wedstrijden | Wedstrijden | Wedstrijden | Punten | Punten | Punten | Punten |
| #       | Land             | G           | W           | G           | V           | V      | T      | Saldo  | Punten |
| 1       | Joegoslavië      | 5           | 4           | 1           | 0           | 41     | 22     | +19    | 9      |
| 2       | Kroatië          | 5           | 4           | 1           | 0           | 42     | 30     | +12    | 9      |
| 3       | Hongarije        | 5           | 3           | 0           | 2           | 49     | 39     | +10    | 5      |
| 4       | Verenigde Staten | 5           | 2           | 0           | 3           | 42     | 39     | +3     | 4      |
| 5       | Nederland        | 5           | 1           | 0           | 4           | 34     | 55     | -21    | 3      |
| 6       | Griekenland      | 5           | 0           | 0           | 5           | 22     | 45     | -23    | 0      |

| Ronde        | Datum  | Plaats           | Land | Score            | Land |
| ------------ | ------ | ---------------- | ---- | ---------------- | ---- |
| Groepsfase   |        |                  |      |                  |      |
| 23 september | Sydney | Kroatië          | 10-7 | Verenigde Staten |      |
| 24 september | Sydney | Griekenland      | 5-9  | Kroatië          |      |
| 25 september | Sydney | Kroatië          | 8-7  | Hongarije        |      |
| 26 september | Sydney | Kroatië          | 4-4  | Joegoslavië      |      |
| 27 september | Sydney | Nederland        | 7-11 | Kroatië          |      |
| Kwartfinale  |        |                  |      |                  |      |
| 29 september | Sydney | Spanje           | 9-8  | Kroatië          |      |
| 5-8ste plek  |        |                  |      |                  |      |
| 30 september | Sydney | Verenigde Staten | 9-8  | Kroatië          |      |
| 7-8ste plek  |        |                  |      |                  |      |
| 1 oktober    | Sydney | Kroatië          | 10-8 | Australië        |      |

### Zeilen
| Olympiër                | Discipline | Resultaat | Prestatie                                        |
| ----------------------- | ---------- | --------- | ------------------------------------------------ |
| Karlo Kuret             | finn (m)   | 10e       | 69 punten: (6-10-18-9-8-14-2-16-13-3-4)          |
| Toni Bulaja Ivan Bulaja | 470 (m)    | 24e       | 162 punten: (OCS-19-18-19-11-19-22-21-16-27-17)  |
|                         |            |           |                                                  |
| Mate Arapov             | laser      | 43e       | 396 punten: (DNF-DNF-44-44-44-44-44-44-44-44-44) |

### Zwemmen
| Olympiër                                                 | Discipline            | Resultaat | Prestatie                                                                      |
| -------------------------------------------------------- | --------------------- | --------- | ------------------------------------------------------------------------------ |
| Marijan Kanjer                                           | 50m vrije slag (m)    | 32e       | serie 7: 5de in 23,16                                                          |
| Duje Draganja                                            | 100m vrije slag (m)   | 11e       | serie 7: 1ste in 49,83 (NR)                                                    |
| Gordan Kožulj                                            | 100m rugslag (m)      | 14e       | serie 5: 4de in 55,43 halve finale 1: 6de in 56,26                             |
| Marko Strahija                                           | 100m rugslag (m)      | 18e       | serie 6: 6de in 56,26                                                          |
| Gordan Kožulj                                            | 200m rugslag (m)      | 8e        | serie 4: 3de in 2.00,19 halve finale 2: 3de in 1.59,56 finale: 8ste in 1.59,38 |
| Marko Strahija                                           | 200m rugslag (m)      | 9e        | serie 5: 4de in 2.00,72 halve finale 1: 5de in 1.59,85                         |
| Vanja Rogulj                                             | 100m schoolslag (m)   | 30e       | serie 6: 6de in 1.03,58                                                        |
| Ivan Mladina                                             | 100m vlinderslag (m)  | 50e       | serie 4: 7de in 56,17                                                          |
| Lovrenco Franičević                                      | 200m vlinderslag (m)  | 39e       | serie 2: 6de in 2.04,35                                                        |
| Krešimir Čač                                             | 200m wisselslag (m)   | 36e       | serie 4: 6de in 2.07,04                                                        |
| Sandro Tomaš                                             | 400m wisselslag (m)   | 42e       | serie 2: 8ste in 4.38,31                                                       |
| Duje Draganja Marijan Kanjer Ivan Mladina Alen Lončar    | 4x100m vrije slag (m) | 19e       | serie 1: 5de in 3.24,96                                                        |
| Gordan Kožulj Vanja Rogulj Miloš Milošević Duje Draganja | 4x100m wisselslag (m) | 14e       | serie 3: 5de in 3.42,73                                                        |
|                                                          |                       |           |                                                                                |
| Marijana Šurković                                        | 50m vrije slag (v)    | 46e       | serie 5: 4de in 27,32                                                          |
| Petra Banović                                            | 200m vrije slag (v)   | 36e       | serie 2: 5de in 2.08,30                                                        |
| Petra Banović                                            | 200m rugslag (v)      | 34e       | serie 1: 4de in 2.25,42                                                        |
| Smiljana Marinović                                       | 100m schoolslag (v)   | 30e       | serie 3: 6de in 1.13,49                                                        |
| Tinka Dančević                                           | 200m vlinderslag (v)  | 34e       | serie 1: 2de in 2.21,02                                                        |
| Smiljana Marinović                                       | 200m wisselslag (v)   | 33e       | serie 2: 8ste in 2.25,24                                                       |

Albanië · Algerije · Amerikaanse Maagdeneilanden · Amerikaans-Samoa · Andorra · Angola · Antigua en Barbuda · Argentinië · Armenië · Aruba · Australië · Azerbeidzjan · Bahama's · Bahrein · Bangladesh · Barbados · België · Belize · Benin · Bermuda · Bhutan · Bolivia · Bosnië en Herzegovina · Botswana · Brazilië · Britse Maagdeneilanden · Brunei · Bulgarije · Burkina Faso · Burundi · Cambodja · Canada · Centraal-Afrikaanse Republiek · Chili · China · Chinees Taipei · Colombia · Comoren · Congo-Brazzaville · Congo-Kinshasa · Cookeilanden · Costa Rica · Cuba · Cyprus · Denemarken · Djibouti · Dominica · Dominicaanse Republiek · Duitsland · Ecuador · Egypte · El Salvador · Equatoriaal-Guinea · Eritrea · Estland · Ethiopië · Fiji · Filipijnen · Finland · Frankrijk · Gabon · Gambia · Georgië · Ghana · Grenada · Griekenland · Groot-Brittannië · Guam · Guatemala · Guinee · Guinee‑Bissau · Guyana · Haïti · Honduras · Hongarije · Hongkong · Ierland · IJsland · India · Indonesië · Irak · Iran · Israël · Italië · Ivoorkust · Jamaica · Japan · Jemen · Joegoslavië · Jordanië · Kaaimaneilanden · Kaapverdië · Kameroen · Kazachstan · Kenia · Kirgizië · Koeweit · Kroatië · Laos · Lesotho · Letland · Libanon · Liberia · Libië · Liechtenstein · Litouwen · Luxemburg · Macedonië · Madagaskar · Malawi · Malediven · Maleisië · Mali · Malta · Marokko · Mauritanië · Mauritius · Mexico · Micronesië · Moldavië · Monaco · Mongolië · Mozambique · Myanmar · Namibië · Nauru · Nederland · Nederlandse Antillen · Nepal · Nicaragua · Nieuw-Zeeland · Niger · Nigeria · Noord-Korea · Noorwegen · Oeganda · Oekraïne · Oezbekistan · Oman · Oostenrijk · Pakistan · Palau · Palestina · Panama · Papoea-Nieuw-Guinea · Paraguay · Peru · Polen · Portugal · Puerto Rico · Qatar · Roemenië · Rusland · Rwanda · Saint Kitts en Nevis · Saint Lucia · Saint Vincent en Grenadines · Salomonseilanden · Samoa · San Marino ·  Sao Tomé en Principe · Saoedi-Arabië · Senegal · Seychellen · Sierra Leone · Singapore · Slovenië · Slowakije · Soedan · Somalië · Spanje · Sri Lanka · Suriname · Swaziland · Syrië · Tadzjikistan · Tanzania · Thailand · Togo · Tonga · Trinidad en Tobago · Tsjaad · Tsjechië · Tunesië · Turkije · Turkmenistan · Uruguay · Vanuatu · Venezuela · Verenigde Arabische Emiraten · Verenigde Staten · Vietnam · Wit-Rusland · Zambia · Zimbabwe · Zuid-Afrika · Zuid-Korea · Zweden · Zwitserland · Individuele olympische atleten